# Makdiops agumbensis
Espèce
Synonymes
- Selenops agumbensis Tikader, 1969

Makdiops agumbensis est une espèce d'araignées aranéomorphes de la famille des Selenopidae.

## Distribution
Cette espèce est endémique du Karnataka en Inde,. Elle se rencontre dans le district de Shimoga.

## Description
La femelle holotype mesure 7,00 mm.

## Étymologie
Son nom d'espèce, composé de agumb[e] et du suffixe latin -ensis, « qui vit dans, qui habite », lui a été donné en référence au lieu de sa découverte, l'Agumbe Ghât.

## Publication originale
- Tikader, 1969 : Studies of some rare spiders of the families Selenopidae and Platoridae from India. Proceedings of the Indian Academy of Sciences, sér. B, vol. 69, p. 252-255.